# Gulpilhares
Gulpilhares ist ein Ort und eine ehemalige Gemeinde (Freguesia) im Nordwesten Portugals.
Gulpilhares gehört zum Kreis Vila Nova de Gaia im Distrikt Porto. Die Gemeinde hatte eine Fläche von 5,5 km² und 11.279 Einwohner (Stand 30. Juni 2011).
Am 29. September 2013 wurden die Gemeinden Gulpilhares und Valadares zur neuen Gemeinde União das Freguesias de Gulpilhares e Valadares zusammengeschlossen.

## Bauwerke
- Capela do Senhor da Pedra